# Rivula parallela
Rivula parallela är en fjärilsart som beskrevs av George Francis Hampson 1902. Rivula parallela ingår i släktet Rivula och familjen nattflyn. Inga underarter finns listade.